# ラッセルのティーポット
ラッセルのティーポット（英: Russell's teapot）は、哲学者のバートランド・ラッセルが初めて提唱した概念で、とくに宗教に関して、哲学的な議論における立証責任は科学的に反証不可能な主張をしている側にあるのであり、もう一方に反証責任を押し付けるものではないことを示すアナロジーである。天空のティーポットや宇宙のティーポットと呼ばれることもある。ラッセルによれば、宇宙のどこかに地球と火星の間を通って太陽を周回するティーポットがあると主張する者が、それは誤りであると誰も証明できないことを根拠にして、周回するティーポットの存在を信じることを求めるのは無意味・無価値である。ラッセルのティーポットは、神の存在をめぐる議論においていまなお言及されることがある。

## ラッセルの議論
「イラストレイテッド・マガジン」から1952年に依頼されて書いた（が編集者の判断で活字化されなかった）「神は存在するか?」と題した文章のなかで、ラッセルは次のように述べている。
大多数のごく普通の人々はドグマを認めても、それは教条主義者が証明するものではなく、懐疑論者が反証するものであるかのような言い方をするものです。これはもちろん間違っています。もし私が地球と火星の間には太陽を楕円軌道で周回するティーポットがあると主張したらどうでしょうか。このティーポットはどんなに強力な望遠鏡でさえ発見できないほど小さい、と用心深くつけ加えたならば、誰も私の言うことが誤りであると証明することはできないはずです。しかし私が続けて、反証できないのだから、人間の理性はそれをも疑いうるというのはあまりにも傲慢だと述べたならば、私はナンセンスなことを言っていると思われてしかるべきでしょう。しかし仮に、そういったティーポットが古代に著された書物にも確認でき、侵すべからざる真理だと日曜日ごとに教えられ、学校では子供達の頭のなかに植え付けられでもしたならば、その存在を信じることをためらっただけで奇行のしるしとなり、疑いを抱く者は開けた時代であれば精神科医に、それ以前であれば大審問官にかかる資格が与えられることでしょう。

1958年にはこのアナロジーをラッセル自身の無神論の根拠として語っている。
私は自分のことを不可知論者と呼ぶべきなのかもしれません。でも、どの点からみても私は無神論者なのです。私はもはやキリスト教の神がオリンポスやヴァルハラの神々以上に確かな存在だとは考えていません。別のものと比較してみましょう。地球と火星の間を陶器のティーポットが楕円軌道で回っていないことは誰にも証明できませんが、実際にそれをふまえてものを考えるほど十分にありそうなことだという人はどこにもいません。私にとってはキリスト教の神も同じようにありそうにないものなのです。

## 分析

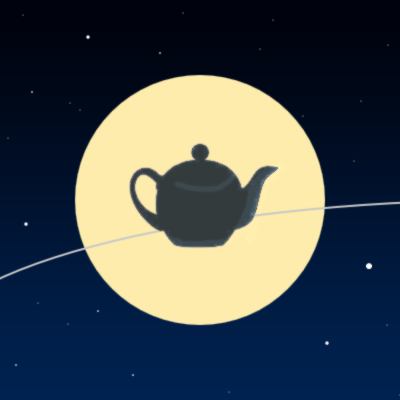
天空のティーポットが存在しないと証明することはできない

ピーター・アトキンスによれば、ラッセルのティーポットを考える上で重要なのは主張が誤りであることを証明する責任は誰にもないという点である。だからこそオッカムの剃刀も複雑な仮説ではなく、より少ない主張からなるより単純な仮説を（例えば万物を超自然的な存在と考えることなく）議論の出発点にすべきだということを教えている。アトキンスはこういった議論は宗教とはかみ合わないと述べている。なぜなら科学的根拠と違って宗教的な根拠は人に伝えたり客観的に検証することが不可能な個人的な啓示を通じて体験するものだと言われているからである。
「悪魔に仕える牧師」（2003年）と「神は妄想である」（2006年）の中で、リチャード・ドーキンスは、もっぱら宗教的な問題だけが関わる領域を哲学に許してしまう抜け目ない宥和策―「不可知論的懐柔」と彼は呼ぶ―に反対する議論の比喩としてこのティーポットを用いている。科学は神の存在も不在も立証する術を持たないため、この策にかかれば、どちらも個人の好みの問題であるために神を信じようと信じまいとその信条は等しく敬意と注目に値することになる。ドーキンスはこの立場の背理法としてティーポットを使っている。つまり不可知論者が神の信仰と不信仰に等しく敬意を払うことを求めるならば、軌道を回るティーポットの信仰にも同じだけの敬意をこめねばならなくなる。天空のティーポットの存在は、科学的な確かさでいえば神の存在と何ら変わるところがないからである。
カール・セーガンは「悪魔に魅入られた世界」（日本語訳「カール・セーガン 科学と悪霊を語る」）の「ガレージの竜」の章でラッセルのティーポットを扱っていて、「仮説を無効にすることはできないということと、それが正しいと証明することとは全く別のことである」と述べている。

## 反論
哲学者のブライアン・ガーベイは、このティーポットがアナロジーとして失敗していると主張する。このティーポットを信じる者も信じない者も、単に宇宙のある一つのものについて考えが一致していないだけで、宇宙に関するそれ以外のあらゆるものについては共通の信念を持ちうるからである。つまりこのティーポットで無神論者と有神論者という切り分け方はできない。ガーベイによれば、あるものの存在を主張する有神論者と単にそれを否定する無神論者という関係があるわけではない。そこではお互いが、なぜ、どのように宇宙が存在しているかについて二者択一的な説明をしているのである。「無神論者は有神論者があると断言するものの存在を否定しているだけではない。無神論者は、宇宙がいまあるのは神のおかげではないという視点に入り込んでいるのである。神を越える何かによっていまあるのか、それがいまあるようにいまあることに根拠はないかどちらかだという立場なのだ」。
文芸批評家のジェームズ・ウッドは神を信じない人間だが、神を信じることは「ティーポットを信じるよりもはるかに合理的な取引」だと述べている。なぜなら神は「素晴らしい壮大な概念」であり、その概念は「天空のティーポットなり掃除機なり、必要とされる壮大さをまったく有していない物への言及によって、アナロジーとして反証されることはない」し、「神は具体化しえず、単なるものになることもありえないから」である、という。哲学者のエリック・レイタンは、ティーポットは物質であり、したがって原理的には検証可能であるため神を信じることとティーポットを信じることは異なると反論した。物質的世界についての我々の知識を前提にすると、ラッセルのティーポット信仰が正当化される十分な理由はなく、少なくとも正当化しない何らかの理由があることになる。
哲学者のポール・チャンバーレインによれば、肯定的な真理主張には立証責任があり、否定的な真理主張にはそれがないというのは論理的には誤りである。立証責任は「あらゆる」真理主張に求められるものであり、マザー・グースや歯の妖精と同様にティーポットにも、その否定性ではなくその自明性 (triviality) ゆえにより重い責任がついてまわる。「そうした架空の存在をプラトン、ネロ、ウィンストン・チャーチル、ジョージ・ワシントンといった、通常の意味での本物の存在に置き換えたなら、こういった人物を否定するものは実際に存在すると主張するものに等しい―場合によってはそれより重い―立証責任を負っていることが明らかになる」とチャンバーレインは述べている。